# Cor Goorts
Cornelius Josephus (Cor) Goorts (Uden, 11 maart 1917 – Wijchen, 14 december 2018) was een Nederlands priester en beeldhouwer.

## Leven
Goorts groeide op in een landbouwersgezin in Duifhuis, als zoon van Petrus Goorts en Johanna Maria van Haandel. Hij bezocht het kleinseminarie van de kruisheren in Uden en sloot zich aan bij de salesianen om een priesteropleiding te volgen. Hij werd in 1949 in Turijn tot priester gewijd. Hij werd begin jaren 50 aangesteld bij het jongerencentrum op Den Burch (Rijswijk) en was godsdienstleraar aan een ambachtsschool in Den Haag. Hij werd tijdelijk gehuisvest in een oud herenhuis in Den Haag, waar een ruimte kon worden ingericht als kapel. Hij maakte er een altaar van chamotteklei (later verplaatst naar Rijswijk). Zijn overste raadde hem aan meer met zijn talenten te doen, waarna Goorts een jaar les kreeg aan de Rotterdamse Academie en twee jaar aan de Academie van Beeldende Kunsten in Den Haag. Hoewel hij een eigen atelier kreeg in Rijswijk, werd hij niet vrijgesteld van zijn andere taken. Goorts zette zijn kerkelijke loopbaan voort als kapelaan in Limburg, keerde terug naar Zuid-Holland en was vanaf 1973 tot aan zijn pensionering pastoor van de Teresiaparochie in Apeldoorn. Als beeldhouwer maakte hij vooral religieus werk in terracotta en beton, meestal voor kerken en scholen.

## Werken (selectie)
- 1953 Altaar, tabernakel en kruisbeeld voor de kapel in Rijswijk
- 1959 Ontwerp kruisweg voor de Pauluskerk, Den Haag; niet uitgevoerd, het ontwerp werd -op basis van foto's- door de liturgische commissie afgewezen[6]
- Betonnen Antoniusbeeld Sint-Antoniuskerk (Dordrecht)
- Grafmonument in Rijswijk
- Geglazuurd beeld van de zalige Dodo van Haske
- Marmeren Willibrordbeeld voor het provincialaat van de salesianen in Soest
- Beeldengroep voor de kapel van de salesianen, Vremde
- Madonna met kind voor een Mariakapelletje bij het kinderpaviljoen van Dekkerswald
- Beeld van Don Bosco; hing aanvankelijk in de Theresiakerk, Apeldoorn, in 2014 verhuisd naar het Don Boscocentrum, Assel.